# Encheiridion (Epictetus)

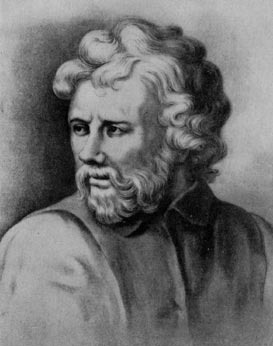
Epictetus

Encheiridion is een boek dat citaten bevat van de Stoïcijnse filosoof Epictetus. Het werd in het jaar 138 verzameld door Arrianus, een leerling en bewonderaar van Epictetus. Het boek bevat zowel voordrachten als uitspraken van Epictetus. De naam Encheiridion is een Grieks woord dat is samengesteld met het Griekse woord cheir, dat hand betekent. De naam betekent dus zoiets als "handleiding" of "handboekje".
Het boek geeft praktische adviezen die ook nu nog wel relevant worden gevonden. Deze adviezen zijn gebaseerd op Epictetus’ leer die de mens helpt zich te ontwikkelen en te leven volgens zijn ware natuur. Het andere boek met ideeën van Epictetus, Diatriben, diende als bron voor het Encheiridion.
Zelfs in de Oudheid werd het Encheiridion beschouwd als een geschikte handleiding voor praktische filosofie, en die reputatie behield het werk gedurende vele eeuwen, zowel bij christenen als niet-christenen.
In de 6e eeuw schreef Simplicius er een commentaar bij en twee christelijke auteurs, Nilus (5e eeuw) en een anonieme schrijver, pasten het in een geparafraseerde versie aan voor christenen. De eerste Latijnse vertaling van het Encheiridion werd gepubliceerd door Poliziano in Rome in 1493, en later in 1496 door Beroaldus in Bologna. Het Griekse origineel, met commentaar van Simplicius, verscheen eerst in Venetië.